# گونار سانستولد
گونار سانستولد (انگلیسی: Gunnar Sønstevold; ۲۶ نوامبر ۱۹۱۲ – ۱۸ اکتبر ۱۹۹۱) آهنگساز اهل نروژ بود.